# جرین
جرین نام روستایی از توابع شهرستان خدابنده دهستان خرارود در استان زنجان ایران است.

## جمعیت
این روستا در دهستان خرارود قرار داشته و بر اساس سرشماری سال ۱۴۰۰ جمعیت آن (۳۳۲خانوار)۱٬۳۲۰ نفر بوده‌است.